# Golf na letních olympijských hrách
Soutěže v golfu na letních olympijských hrách proběhly v počátcích historie letních olympijských her, golf byl součástí programu her pouze v letech 1900 a 1904. Na zasedání Mezinárodního olympijského výboru v roce 2009 bylo rozhodnuto o zařazení golfu na program her v roce 2016.
V roce 1900 se olympijského turnaje zúčastnilo 12 mužů a 10 žen (pro každé pohlaví samostatná soutěž), o čtyři roky později to bylo 77 golfistů, pouze mužů (ženská soutěž nebyla pořádána). Jediným sportovcem, který absolvoval oba turnaje, byl Američan Albert Bond Lambert, jenž na LOH 1904 získal stříbro v soutěži týmů. Při návratu golfu do olympijského programu v roce 2016 byly uspořádány individuální soutěže mužů i žen.

## Medailové pořadí zemí
| Pořadí | Země                         | Zlato | Stříbro | Bronz | Celkem |
| ------ | ---------------------------- | ----- | ------- | ----- | ------ |
| 1.     | Spojené státy americké (USA) | 3     | 3       | 5     | 11     |
| 2.     | Velká Británie (GBR)         | 1     | 1       | 1     | 3      |
| 3.     | Jižní Korea (KOR)            | 1     | 0       | 0     | 1      |
| 3.     | Kanada (CAN)                 | 1     | 0       | 0     | 1      |
| 5.     | Nový Zéland (NZL)            | 0     | 1       | 0     | 1      |
| 5.     | Švédsko (SWE)                | 0     | 1       | 0     | 1      |
| 7.     | Čína (CHN)                   | 0     | 0       | 1     | 1      |
| Celkem | Celkem                       | 6     | 6       | 7     | 19     |